# 清水町停留場
清水町停留場（しみずまちていりゅうじょう）は、愛媛県松山市清水町1丁目および2丁目にある伊予鉄道城北線の駅である。駅番号は12。市内電車（松山市内線）の1、2号線が使用する。

## 歴史
- 1927年（昭和2年） - 停留所設置[2]。
- 1953年（昭和28年） - 1951年（昭和26年）に城北線が15分間隔の運転から10分間隔の運転に変更されたことに伴い、上一万・道後温泉方面行きの行違線を撤去。現在もその遺構は残る[2]。
- 1977年（昭和53年）頃 - 踏切の手前から現在の位置にホームの位置を変更[2]。

## 構造
2面1線の棒線停留所であるが、かつては2面2線の交換可能停留所だった。

### のりば
| ホーム | 路線   | 行先                          |
| ------ | ------ | ----------------------------- |
| 1      | ■1号線 | 環状 大街道・松山市駅方面     |
| 2      | ■2号線 | 環状 JR松山駅前・松山市駅方面 |

## 周辺
- 松山大学（西門）
- ホームセンターダイキ城北店

## 隣の停留場
伊予鉄道
環状線（■1号線・■2号線）
高砂町停留場 (11) - 清水町停留場 (12) - 鉄砲町停留場 (13)